# William Browder
Pour les articles homonymes, voir Browder.
William Browder (né le 6 janvier 1934 et mort le 4 février 2025,,) est un mathématicien américain, spécialisé en topologie algébrique, topologie différentielle et géométrie différentielle. Il est l'un des pionniers, avec Sergei Novikov, Dennis Sullivan et Terry Wall, de la méthode de chirurgie pour classifier les variétés de hautes dimensions.

## Biographie
Browder est le fils de Raissa (née Berkmann) et de l'ancien dirigeant du Parti communiste américain Earl Browder, et le frère du mathématicien Felix Browder. Sa mère était juive émigrée de Saint-Pétersbourg, en Russie, et son père venait de Wichita, au Kansas. Il reçut son B. S. du Massachusetts Institute of Technology en 1954 et son Ph. D. de l'université de Princeton en 1958, avec une thèse sur l'homologie des espaces de lacets, dirigée par John Coleman Moore,. Depuis 1964, il est professeur à Princeton, où il a dirigé le département de mathématiques de 1971 à 1973. En 1963-64 et en 1975, il était à l'Institute for Advanced Study.

## Honneurs
William Browder a reçu une bourse Guggenheim en 1974. Il a fait partie des éditeurs des Annals of Mathematics de 1969 à 1981 et a été président de l'American Mathematical Society de 1989 à 1991. En 1970, il a donné une conférence plénière au Congrès international des mathématiciens à Nice (Manifolds and Homotopy Theory) et en 1966, un exposé à celui de Moscou (Embedding smooth manifolds). Il a été élu membre de l'Académie nationale des sciences en 1980, de l'Académie américaine des arts et des sciences en 1984 et de l'Académie finlandaise des sciences en 1990. Des conférences ont eu lieu à Princeton en son honneur, en 1994 pour ses 60 ans et en 2012 pour son départ à la retraite.

## Sélection de publications
- (en) Surgery on Simply-Connected Manifolds, Springer, coll. « Ergebnisse der Mathematik und ihrer Grenzgebiete » (no 65), 1972 (lire en ligne)
- (en) Algebraic Topology and Algebraic K-Theory, PUP, 1987, 563 p. (ISBN 978-0-691-08426-8, lire en ligne)
- (en) « Homotopy Type of Differentiable Manifolds (Proc. 1962 Aarhus Conference) », dans Novikov conjectures, index theorems and rigidity, vol. 1 (Oberwolfach, 1993), CUP, coll. « LMS Lecture Note Series » (no 226), 1995 (ISBN 978-0-51166267-6, lire en ligne), p. 97-100
- (en) « The Kervaire invariant of framed manifolds and its generalization », Ann. of Math., vol. 90,‎ 1969, p. 157-186 (DOI 10.2307/1970686)